# Ошман, Мануэла
Мануэла Ошман урождённая Дрешер (нем. Manuela Oschmann; 9 июня 1965 года, Целла-Мелис) — восточногерманская лыжница, призёрка чемпионата мира.

## Карьера
Лучшим достижением Ошман в общем итоговом зачёте Кубка мира является 47-е место в сезоне 1991/92.
На Олимпийских играх 1992 года в Альбервиле заняла 15-е место в гонке на 15 км классическим стилем, 42-е место в гонке на 5 км классическим стилем и 38-е место в гонке преследования. 
На чемпионате мира 1985 года в Зефельде завоевала бронзовую медаль в эстафетной гонке.